# 面川倫一
面川 倫一（おもかわ のりかず、1983年10月14日 - ）は日本の作曲家。合唱、歌曲、器楽の分野を中心に活動し、桐朋学園大学、洗足学園音楽大学などで講師を務める。パリ・エコールノルマル音楽院作曲科修了。

## 略歴
幼少よりピアノを始め、福島県立磐城高等学校在学中は若松紀志子に師事した。桐朋学園大学作曲科卒業。第38回ピティナ・ピアノコンペティション新曲課題曲作品賞。第27回朝日作曲賞。混声合唱とピアノのための組曲《自戒》より第1曲〈まぶしい朝〉が2017年全日本合唱コンクール課題曲。第3回東京国際合唱コンクール課題曲委嘱作曲家。管弦楽、室内楽、合唱、歌曲などの作品があり、合唱作品は全音楽譜出版社、カワイ出版、音楽之友社、ブレーン、パナムジカの各社から出版されている。これまでに東京都合唱コンクール等の審査員も務める。航空自衛隊航空中央音楽隊、桐朋学園大学、洗足学園音楽大学で教鞭をとり、2023年リカレントのため渡仏。パリ・エコールノルマル音楽院にて作曲をエリック・タンギーのクラスで学び、飛び級で同音楽院を修了。高等ディプロムを得る。全日本ピアノ指導者協会（ピティナ）正会員。。

## 主な合唱作品
- 無伴奏混声合唱のための組曲《ささやかな歌》（詩：谷川俊太郎）
- 女声合唱とピアノのための組曲《あなたへの詩》（詩：茨木のり子）
- 混声合唱とピアノのための組曲《自戒》（詩：吉原幸子）
- 混声合唱とピアノのための組曲《サムのブルー》（詩：大岡信）
- 混声/男声合唱とピアノのためのソングス《昼の月》（詩：辻征夫）
- 無伴奏混声合唱のための組曲《ゆらゆら》（詩：谷川俊太郎）
- 女声合唱とピアノのための組曲《愛の日に》（詩：高田敏子）
- 混声/男声合唱とピアノ（管弦楽）のための組曲《あしあと あしおと》（詩：和合亮一）
- 混声合唱とピアノ、クラリネットのための組曲《夜とぼくとベンジャミン》（詩：高階杞一）
- はるかなとなり（詩：和合亮一）